# クィントゥス・マルキウス・ピリップス (紀元前281年の執政官)
クィントゥス・マルキウス・ピリップス（ラテン語: Quintus Marcius Philippus）は共和政ローマのプレブス（平民）出身の政治家・軍人。紀元前281年に執政官（コンスル）を務めた。

## 経歴
父は紀元前306年と紀元前288年の執政官であるクィントゥス・マルキウス・トレムルスと思われる。父の「トレムルス」のコグノーメン（第三名、家族名）にかえて、彼は「ピリップス」を名乗り、彼の子孫もそれを引き継いだ。
紀元前281年にパトリキ（貴族）であるルキウス・アエミリウス・バルブラと共に、執政官に就任。エトルリアに勝利して同年4月1日に凱旋式を実施した。翌年プラエトルを務めたという説もある。
紀元前269年には監察官（ケンソル）に就任したが、同僚監察官は執政官時代と同じくバルブラであった。紀元前263年には独裁官（ディクタトル）グナエウス・フルウィウス・マクシムス・ケントゥマルスのマギステル・エクィトゥム（副官）に任命されている。

## 参考資料
この記事には現在パブリックドメインである次の出版物からのテキストが含まれている: Smith, William, ed. (1870). "Philippus, Marcius (1)". Dictionary of Greek and Roman Biography and Mythology (英語). Vol. 3. p. 285.
- T. R. S. Broughton (1951, 1986). The Magistrates of the Roman Republic Vol.1. American Philological Association. p. 191